# Császtvay Tünde
Császtvay Tünde (Debrecen, 1960. május 20. –) magyar irodalomtörténész, muzeológus, egyetemi tanár.

## Életpályája
1974–1978 között az ELTE Apáczai Csere János Gyakorló Gimnáziuma angol tagozatán tanult. 1979–1984 között az ELTE magyar nyelv és irodalom szakos középiskolai tanár, esztétika, és két évig orosz szakos hallgatója. 1984-ben szerzett diplomát mint magyar nyelv- és irodalom tanár és esztétika szakos előadó. 1993–1996 között a szegedi József Attila Tudományegyetem BTK Klasszikus Magyar Irodalom doktori képzésének elvégzése után 2005-ben PhD fokozatot szerzett. 2011–2012-ben részt vett a Krauthammer Partners Magyarország coaching képzésén, majd 2013–2014-ben a Budapesti Kommunikációs Főiskola arts & business menedzsment szakirányú posztgraduális továbbképzésén.
1984–2011 között a Magyar Tudományos Akadémia Irodalomtudományi Intézet XX. századi Osztályának tudományos segédmunkatársa (1984–1986), a Bibliográfiai Osztály bibliográfusa (1986–1987), tudományos segédmunkatárs, majd fiatal kutató (1987–1997), az Irodalomtörténeti Közlemények szerkesztőségének tudományos munkatársa (1997–2010), főmunkatárs (2010–2011). 2012–2017 között a Magyar Nemzeti Múzeum általános főigazgató-helyettese (2012–2016), főmuzeológus és projektvezető. 2017 óta a Bölcsészettudományi Kutatóközpont Irodalomtudományi Intézet Bibliográfiai Osztályának vezetője, tudományos főmunkatárs.
1992-től végez oktatói tevékenységet. 1992–1996 között a szegedi József Attila Tudományegyetem Bölcsészettudományi Karán a Modern Magyar, majd a Klasszikus Magyar Irodalmi Tanszék és a Kommunikáció–Média szak óraadó tanára. 1998–2008 között az ELTE BTK Magyar mint Idegen Nyelv (Hungarológia) Tanszékének óraadó tanára. 2003–2006 között a Pázmány Péter Katolikus Egyetem BTK magyar szakának óraadó tanára. 2008–2010 között a Kodolányi Főiskola Andragógia szakán tanított. 2010-től szakdolgozati és OTDK szaktanári vezetést végez az ELTE-n és a Pázmány Péter Katolikus Egyetemen. 2014-től a Kodolányi János Főiskola címzetes egyetemi tanára, 2019-től a Kodolányi János Egyetem egyetemi docense. 2017-től óraadó a Pázmány Péter Katolikus Egyetem Magyar Intézetében.

### Családja
Szülei Császtvay Istvánné tanár és Császtvay István újságíró, tanár. Férje Ujváry Gábor történész, levéltáros, lányuk P. Ujváry Anna.

## Munkássága
Fő kutatási területei a 19. század második felének és a 20. század első harmadának eszme-, irodalom-, kultúr- és művelődéstörténete, az irodalom szociológiájának, valamint az irodalom gazdaság-, mentalitás- és társadalomtörténetének kérdései, személyi kapcsolathálózatok, a társadalmi elitek személyi kapcsolatrendszere. Fontos eredményei születtek a dualizmus oktatás-, művészet- és kultúrpolitikája, a 19. századi magyar oktatási-, kulturális és művészeti intézményhálózat kialakulásának története, a sajtó- és kiadótörténet, a kulturális intézményhálózat történet körében. Folyamatosan foglalkoztatják a modern tömegkultúra kialakulásának kérdései, a tömegirodalom termékeinek elméleti és gyakorlati problémái, a modern irodalmi és művészeti intézményhálózat kialakulása és problematikái a 19. század utolsó harmadában. A filológia, textológia, szövegkiadás, a kritikai kiadások elméleti és gyakorlati kérdései területén legfontosabb eredményei Gárdonyi Géza, Mikszáth Kálmán és Reviczky Gyula műveinek kiadásában születtek. Foglalkozik a szerzői és a művészi jogszabályozás, a hír, a híradás, a kommunikáció történetével, a kiegyezés- és a századvég korának rendőrség-, bűnügy- és bűnüldözés-története, valamint orvostörténeti aspektusaival. A Magyar Nemzeti Múzeum számos kiállításának kurátoraként fontos eredményeket ért el a nemzeti jelképek, hungarológiai kutatások és az irodalmi muzeológia területén.
Számos irodalomtörténeti szakfolyóirat szerkesztőbizottságának tagja: Helikon: Világirodalmi Figyelő – szerkesztő (1991–2000), Teleki Alapítvány – kiadványfelelős, kiadói szerkesztő (1994–2007), Irodalomtörténeti Közlemények – olvasószerkesztő, szerkesztő (1997–2012), a szerkesztőbizottság tagja (2013– ), Nemzeti évfordulóink – irodalmi szakszerkesztő (2004–2015), Zentralverband Ungarischer Vereine und Organisationen in Österreich, Wien – tudományos programszervező (2005–2015), Magyar Könyvszemle – szerkesztőbizottsági tag (2007– ), Somogy – társszerkesztő (2018– ).

### Tudományos közéleti tevékenység
- Nemzetközi Magyar Filológiai Társaság – tag (1992– ), a IV. világkongresszus sajtófeladatainak felelőse (1992–1996)
- MTA Textológiai Munkabizottság – tag és titkár (1997–2013), tag (2014– )
- MTA Sajtótörténeti Munkabizottságának tagja és titkára 2006–2015, alelnök (2015–2017), társelnök (2018– )
- Corvina Alapítvány – kuratóriumi tag (2008–2012)
- NKA Márai-program, Tényirodalmi Kollégium – elnök (2011–2012)
- Universitas Kulturális Alapítvány – kuratóriumi tag (2009– )

### Kiállítások
- Vágyak és ónsúlyok – egy századvégi költőgeneráció lehetőségei. Koncepció, forgatókönyv, kurátor. PIM, 2005
- Múzsák a fronton – az 1. világháborús Sajtóhadiszállás tevékenysége. Koncepció, forgatókönyv, társkurátor. Közép-Európa Kulturális Intézet, 2008
- REND – VESZTŐ – MÚLT – IDŐ. Mikszáth Kálmán Fekete városai. Koncepció, forgatókönyv, kurátor. Petőfi Irodalmi Múzeum, 2010
- Egy vármegye a levegőben. Mikszáth Kálmán égi és földi utazásai Nógrádban. Forgatókönyv és kurátor. Palóc Múzeum, Balassagyarmat és Kubinyi Ferenc Múzeum, Szécsény 2012. március–november
- Múzeum-kör-út. Századok gömbsátra. Forgatókönyv és kurátor, projektvezető. Esztergom, 2014. december
- Múzeum-kör-út. Századok gömbsátra 2. (teljesen megváltoztatott tartalommal és látványtervvel) Forgatókönyv és kurátor, projektvezető. 2015. augusztus – 2015. december: Sziget Fesztivál, Miskolc, Szeged, Veszprém, Budapest, Ötvenhatosok tere
- Elsodort világ / Plakát-álmok 1910–1920. Szakmai konzulens, projektvezető. Magyar Nemzeti Múzeum, 2015. május 16. – október 30.
- Többes számban. Az 1. világháború mindennapjai és a háborús mindennapok valóságai. Ötlet, koncepció, forgatókönyv, főkurátor, szakmai vezető. Székesfehérvár, 2016. április, további 10 vidéki helyszínen: 2017. április–2018. július
- Szenvedő szerkezet. Hétköznapi Trianon című kiállítás főkurátora, forgatókönyvírója, a Magyar Nemzeti Múzeum Országjáró Múzeum-projektjének szakmai vezetője

## Főbb művei
- Reviczky Gyula összes verse: Kritikai kiadás, Budapest, OSZK, Argumentum Kiadó, 2007
- Éjjeli lepkevadászat. Bordélyvilág a történeti Magyarországon, Budapest, Osiris Kiadó, 2009
- Erő Tér / Tér Erő. Élet és társadalomformáló kapcsolatok a 19. század utolsó harmadának irodalmi életében, Budapest, Ráció Kiadó, 2017

### MTMT-publikációk
Magyar Tudományos Művek Tára – Császtvay Tünde adatlapja